# PARC
PARC (Palo Alto Research Center; anteriorment anomenada Xerox PARC) és una empresa de recerca i desenvolupament, propietat de Xerox Corporation. Està situada a Palo Alto, en la Califòrnia dels Estats Units.
Va ser fundada l'any 1970 amb la idea inicial què funcionés com una divisió de recerca. Des de llavors, ha estat reconeguda mundialment per les seves importants aportacions i contribucions en la indústria del hardware i software. A més, és la creadora d'alguns dels estàndards actuals més usats.
PARC ha sigut el responsable de desenvolupaments reconeguts, com per exemple serien: la impressió per làser, l'Ethernet, el computador personal, la interfície gràfica d'usuari (GUI), la metàfora d'escriptori, la programació orientada a objectes i la computació ubiqua. A part d'això, ha ofert ajudes com aplicacions de silici amorf (a-Si), avanços en el desenvolupament del ratolí i els semiconductors de molta alta escala d'integració (VLSI).
Xerox, va invertir milions de dòlars americans en diversos projectes que no van acabar rendibilitzant. Tot i això, alguns d'aquests es van convertir en la clau per la creació de les noves tecnologies dels anys setanta i inicis dels vuitanta.

## Història

### Inicis, Xerox
En la dècada dels 60, Xerox va comenzar a créixer a gran velocitat: l'any 1962 neix Fuji Xerox, el 1963 Xerox compra Micro-Systems Inc. i Electro-Optical Systems Inc., el 1965 obté Basic Systems Inc. i American Education Publications Inc.. També compra el Professional Library Service, Lerning Materials Inc., Cheshire Inc., R.R. Bowker Co. i Ginn and Company. L'any 1969 adquireix Scientific Data Systems Inc. Al seu torn aconsegueix major participació (51.2%) a Rank Xerox.
A aquell mateix any, el científic cap de Xerox, Jack Goldman i el Dr. George Pake, un físic especialitzat en ressonància magnètica nuclear i prebost de la Universitat de Washington, van començar un segon centre de recerca per a la companyia. Es va acabar escollint la localització de Palo Alto, lloc que va ser conegut posteriorment com a PARC.
Hi havia un impediment vinculat a aquella localització, una distància separatoria de gairebé 5.000 km entre PARC i Xerox, que es trobava a Nova York. Per això, es va oferir als científics una gran llibertat per a emprendre el seu treball en el nou laboratori. La distància també va servir com a impediment en la persuasió de la gerència de la promesa d'alguns dels seus més grans assoliments.

### Anys 70
Durant els anys setanta, la costa oest va acabar sent avantatjosa per PARC. El laboratori va poder contractar a molts empleats d'un centre de recerca pròxim, l'Augmentation Research Center del SRI, quan els seus fons, provinents de DARPA, la NASA, i la Força Aèria dels Estats Units, van començar a disminuir. A més, com que estava en terres del Stanford Research Park, arrendades per la Universitat Stanford, va permetre, amb més facilitat, que els estudiants graduats acabessin involucrats en els seus projectes de recerca. A l'igual, els científics van col·laborar amb seminaris acadèmics i projectes.
Amb aquesta divisió, Xerox pretenia potenciar l'ús dels documents impresos en paper, cosa que es començaria a aconseguir l'any 1971, mitjançant investigacions en la modulació làser per crear una imatge electrònica. En el 1972 es va assolir generar, electrònicament, el conjunt de caràcters que permetrien la transferència de documents digitals al paper.
En el 1973 es comença un canvi de rumb a la indústria informàtica,: s'inventa la computació distribuïda, per a donar suport, tant al treball individual com al col·laboratiu, i l'arquitectura client servidor. Aquesta, permet descentralitzar l'arquitectura tradicional, basada en mainframes, i distribuir-la en diversos sistemes. A més, es posa en servei la primera impressora làser, que asseurà les bases per a la copiadora electrònica Xerox 9700.

L'any 1977 es comença a parlar de l'escala d'integració VLSI. Un any després es completen els desenvolupaments de l'ordinador personal “Dorado” i del “Notetaker”, precursor dels ordinadors portàtils actuals. A més, els investigadors de Xerox inventen el primer cuc, que segons els seus creadors es defineix de la següent manera:
<<Un cuc informàtic, és el terme usat per definir un programa que cerca altres hosts, després es copia a si mateix i finalment s'autodestrueix després d'un interval programat>>
Molts dels primers èxits de PARC en la indústria informàtica es van deure principalment al Laboratori de Ciència Computacional, liderat pel matemàtic i psicòleg Bob Taylor; director del laboratori entre els anys 1970 i 1977, i gerent del 1977 al 1983. També va ser gràcies a Alan Kay, cap del grup de recerca. En l'any 1979, Steve Jobs va realitzar una visita al centre, i va descobrir que havien inventat la interfície gráfica d'usuari, pero no saben que fer amb ella. Aquesta va ser una de les moltes altera creacions que van realitzar els següents anys.

### Anys 80
Un dels primers productes complets i comercials en incorporar les novetats de PARC va ser la impressora làser Xerox 5700, posada en venda l'any 1980. Aquesta incorpora processador de text, correu electrònic i impressió remota via Ethernet; que es converteix en un estàndard per a les connexions d'àrea local entre computadors. A més, també es fa públicament disponible el llenguatge de programació, Smalltalk. Sota llicència de drets d'autor, són concedides llicències a diverses universitats i institucions comercials.
En el 1982, amb la tecnologia de fibra òptica, es dissenya un cable òptic per a xarxes d'àrea local. Durant aquests anys, Xerox PARC també es van dedicar a la programació d'intel·ligència artificial; destaca el treball Lisp, en el qual es feia servir el llenguatge de programació Interlisp-D. Es pretén portar al mercat correctors ortogràfics, i tecnologies de compressió lingüística i de dades que fan ús d'aquesta d'intel·ligència artificial. L'any 1986 la quota anual de mercat del negoci d'impressió de Xerox arriba a 1 bilió de dòlars per any, tot gràcies a les innovadores invencions de PARC realitzades fins aquell moment.
L'any 1988 es treballa en la creació de dispositius mòbils com ara els PARCTabs i els PARCPads. A més en aquest any finalment apareix el Xerox Pro Illustrator, una aplicació que permetia crear il·lustracions vectorials en dues dimensions i editar gràfics.
El 1989 comença amb el reconeixement al treball de cinc científics de PARC per les seves investigacions a PostScript. Aquest mateix any, es desenvolupen uns transistors de silici de pel·lícula fina que seran la base, que més tard, s'aplicara a les pantalles del futur.

### Anys 90
Al començament de la dècada, es fan investigacions en l'escanejat d'imatges i documents mitjançant raigs X digitals. Això comportarà la formació de la companyia dpiX dins de Xerox. A més, s'inicia l'ús de la comunicació amb semàfors per realitzar xifratge de dades mitjançant hardware, que és més eficient que el software.
L'any 1991 s'instal·la a la sala Colab el LiveBoard. Una pantalla tàctil de la mida d'una pissarra, capaç de mostrar una imatge d'un milió de píxels. Aquesta eina possibilita als usuaris treballar remotament i localment en temps real. Aquest mateix any, el PARC juga un paper important en el disseny dels protocols que governen i defineixen com serà Internet.
En l'Exposició Universal de Sevilla en el '92, apareixen versions de LiveBoard, PARCPad i PARCTab, que es comuniquen sense necessitat de cables, mitjançant senyals infrarojos.
A finals del 1996 es comercialitza el primer model de monitors de cristall líquid de matriu activa, amb una gran resolució. Un any després, Xerox, és la primera companyia a crear un làser blau, gràcies a PARC. La longitud d'ona d'aquest tipus de làser permet una resolució d'impressió més gran.

### 2000
Després de tres dècades formant part de Xerox, en l'any 2002, PARC es va convertir en una companyia totalment independent. Va ser destinada a fer avanços en conceptes de ciència i negocis. Tot i això, Xerox continua sent el major client de la companyia, abarcant un 50% de la oferta. PARC té altres clients corporatius i d'inversió de capital de risc en diferents camps d'ús. Aquests inclouen: VMware, Fujitsu, Dai Nippon Printing Co., Ltd. (DNP), Samsung, NEC, SolFocus i Powerset, entre d'altres.
L'any 2007, la companyia Powerset adquireix els drets d'una tecnologia de PARC anomenada "natural language", que se centra en el reconeixement del llenguatge dels usuaris per interactuar amb els ordinadors. S'intenta aplicar aquesta tecnologia als motors de cerca, resultant en el que actualment es coneix com el motor de cerca Bing. Actualment, condueix una recerca en "tecnologia neta".

## Principals productes nascuts en el PARC
En el PARC van néixer molts ajuds i descobriments informàtics imprescindibles avi en dia. Alguna d'aqests serien: la Interfície gràfica d'usuari, oferint finestres i icones, el editor de text WYSIWYG, les representacions gràfiques d'ordres que es poden donar a l'ordinador, les àrees de treball que permeten delimitar zones en la pantalla, i el mapa de bits.
A més, també es van utilitzar per primera vegada el teclat i el ratolí com a principal mecanisme de control de l'ordinador. Aquest invent va ser heretat de Douglas Engelbart i la seva xarxa Ethernet. També van sorgir les primeres impressores làser, que van permetre posteriorment el naixement de l'autoedició, i la programació orientada a objectes mitjançant el llenguatge Smalltalk.

### Ratolí
L'usuari desplaça el ratolí per una superfície plana de manera que són captats els canvis de posició. Aquests moviments són traslladats a la pantalla, en el qual es mostra un punter que es desplaçarà segons ho faci el ratolí. Des de l'inici de la seva comercialització fins ara, ha anat guanyant importància fins a convertir-se en un dispositiu gairebé imprescindible.
El primer aparell amb el qual guardava similituds es va crear el 1952. Però, l'inventor del ratolí, tal com es conei, va ser Douglas Engelbart, l'any 1963 a l'Stanford Research Institute, després de diverses proves d'usabilitat. Finalment, es va acabar presentant de manera oficial el 9 de desembre de 1968. A la presentació, es va aconseguir modificar textos i imatges en una pantalla, organitzar una llista de la compra i col·laborar alhora amb una altra persona que estava usant un altre ordinador a 35 milles de distància, de manera que en la pantalla es podien veure dos cursors de ratolí. Tot i ser el seu creador, la seva patent va expirar abans de generalitzar-se l'ús del ratolí als ordinadors personals, per la qual cosa no es va enriquir a costa del mateix invent.Bill English, un dels treballadors del SRI, se'n van anar a treballar a PARC, i l'any 1972 va modificar el disseny del ratolí d'Engelbart juntament amb Stuart Card.
Tot i que el ratolí han anat evolucionant al llarg del temps, la idea encara és la proposta per Engelbart, després millorada per PARC. És a dir, que el dispositiu es continua manejant amb una mà, permetent moure un cursor multidireccionalment a la pantalla.
El seu èxit es deu a l'aparició de les interfícies gràfiques i a la seva incorporació l'Alt.

### L'Alt

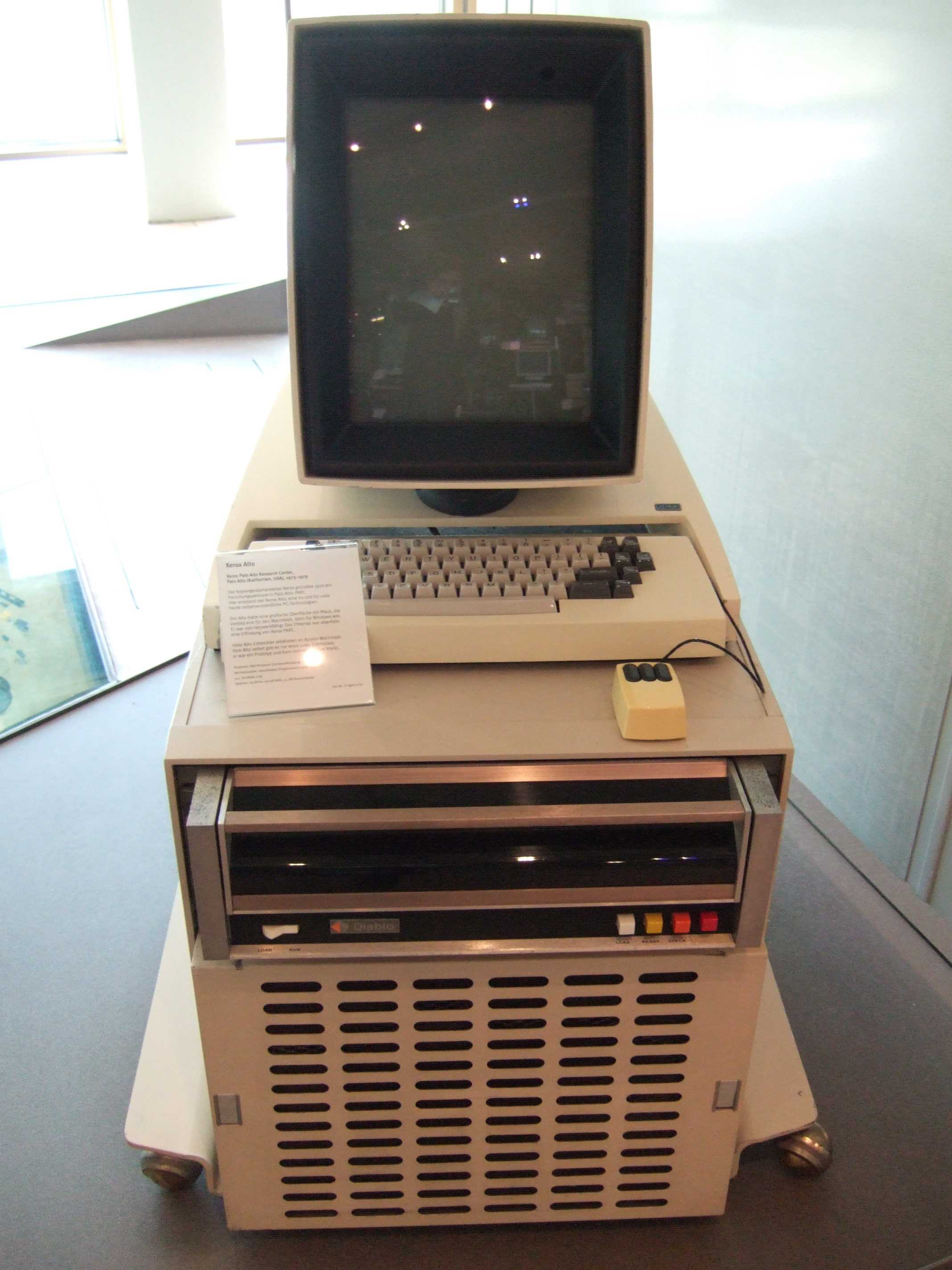
Xerox Alt.

En l'any 1972 els enginyers de PARC Ed McCreight, Chuck Thacker, Butler Lampson, Bob Sproull i Dave Boggs, van desenvolupar un ordinador per ser usat com a suport en les seves investigacions. Aquest tindria la potència suficient per a integrar un sistema operatiu avançat, estable i amb capacitats gràfiques.
La major part dels desenvolupaments fets per PARC es van acabar incloent en el Xerox Alt. Que unifica en un simple model la majoria dels aspectes del, ara estàndard, ús de la computadora personal de mida reduïda. L'Alt va ser el primer ordinador personal, a més de ser el primer a incloure-hi una interfície gràfica d'usuari i el concepte d'escriptori. Va ser un ordinador tecnològicament molt avançat al seu temps.
El seu objectiu de disseny, al principi, era com a eina de treball pròpia, i no com a producte comercial. Tot i no ser produïts en massa, van ser fabricats milers d'ordinadors. El seu preu inicial era de 32.000 dòlars.
Es componia de 4 parts, la pantalla, el teclat, el ratolí i la caixa on hi havia el processador, la memòria i altres components interns. Tenia 128 Kb de memòria principal i un processador que operava a la velocitat de 400.000 instruccions per segon. Una altra característica important era que l'usuari podia modificar el microcodi al seu gust i d'acord amb les seves necessitats.
La creació de l'Alt va influir decisivament en el disseny dels ordinadors personals de les dècades següents tant de PARC, com en les estacions de treball de Sun i els ordinadors Macintosh.

### GUI (Interfície gràfica)
Es defineix a la interfície d'usuari com el mitjà tecnològic a través del qual els usuaris es poden comunicar amb un ordinador, englobant tots els punts d'interacció entre l'usuari i l'ordinador. Aquests permeten que la interacció entre humà i màquina sigui més senzilla, utilitzant un conjunt d'elements gràfics per representar la informació i les possibles accions que l'usuari pot fer.
Xerox va estar i segueix estant fortament criticat per fallar a comercialitzar i explotar profitosament les invencions de PARC. Un exemple seria la GUI. Aquesta va ser desenvolupada inicialment en PARC, per a l'Alt, i després comercialitzada com el Xerox Star pel Departament de Desenvolupament de Sistemes de Xerox. Encara que fos molt significatiu a posteriori, es considera com un error, ja que només se'n van vendre unes 25.000 unitats.

#### L'adopció per Apple
El primer GUI comercial d'eixit va ser d'Apple Macintosh. Aquest va ser fortament inspirat pel treball de PARC. Molt després, en mig del plet legal Apple vs. Microsoft, Apple va acusar Microsoft de violar els seus copyrights, per haver-se apropiat de l'ús del "look and feel" del GUI de Macintosh. Xerox es va sumar i va demandar a Apple amb els mateixos arguments.
El plet va ser rebutjat perquè el president del tribunal va dictaminar que "les queixes de Xerox eren inadequades per una varietat de raons legals". El rebuig de la queixa legal de Xerox no va ser basat simplement en presentació tardana, sinó en una manca de mèrit legal al cas de Xerox en com va ser presentat.

## Investigadors distingits
Parc va acollar molts investigadors distingits al llarg dels anys. Entre aquest van haver-hi tres guanyadors del Premi Turing, aquests són: Butler W. Lampson (1992), Alan Kay (2003), i Charles P. Thacker (2009). En el Premi de Programari de Sistema de l'ACM, es va reconèixer el sistema Alt (1984), el Smalltalk en (1987), el InterLisp (1992), I el Remote procedure call (1994). Lampson, Kay, Bob Taylor, i Charles P. Thacker van rebre el premi Charles Stark Draper Prize de la National Academy of Engineering en l'any 2004 pel seu treball en l'Alt.

### Figures influents de PARC
- Charles P. Thacker
- Butler Lampson
- Alan Kay
- Bob Taylor
- Daniel G. Bobrow
- Stuart Card
- Lynn Conway
- L Peter Deutsch
- Charles Geschke
- Adele Goldberg
- Bruce Horn
- Dan Ingalls
- Ronald Kaplan
- Andrew K. Ludwick
- Robert Metcalfe
- James G. Mitchell
- Thomas P. Moran
- Randy Pausch
- George G. Robertson
- Ronald V. Schmidt
- Charles Simonyi
- Gary Starkweather
- Roy Want
- John Warnock
- Mark Weiser

## Herència
Els desenvolupaments de PARC en la indutria de la tecnologia de l'informació han tingut un gran impacte a llarg termini. Quan la tecnologia creada en PARC va començar a ser pionera, es van tornar àmpliament reconeguts i van evolucionar en estàndards per a gran part de la indústria de computació. Molts avanços no van ser igualats ni sobrepassats durant dues dècades senceres, un interval de temps bastant gran considerant que es tracta d'un món de canvis ràpids.
Mentre que és cert què la gerència de Xerox no va poder veure el potencial de moltes de les invencions de PARC, es tracta d'una sobre simplificació i generalizació.
La recerca computacional era una part relativament petita dins de l'operació de PARC. Els seus científics van ser pioners en tecnologies del LCD i disc òptic, també van crear la impressió per làser. Cadascun d'aquests invents van provar ser grans èxits quan es van introduir als mercats de negocis i del consumidor.